# STAT6

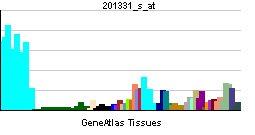
schéma exprese genu STAT6

Převodník signálu a aktivátor transkripce 6 (STAT6) je transkripční faktor, který patří do stejnojmenné rodiny proteinů STAT. STAT proteiny přenášejí signály z receptorového komplexu do jádra a aktivují genovou expresi. Veškeré STAT proteiny jsou aktivovány růstovými faktory a cytokiny. STAT6 je aktivován především interleukinem-4 (IL-4) a interleukinem-13 (IL-13).

## Molekulární biologie
V lidském genomu je STAT6 protein kódován stejnojmenným genem STAT6, lokalizovaným na chromozomu 12q13.3-q14.1. Gen je dlouhý více než 19 kb a skládá se z 23 exonů. STAT6 sdílí strukturální podobnost s ostatními proteiny STAT a skládá se z N-terminální domény, domény vázající DNA, SH3-like domény, SH2 domény a transaktivační domény (TAD).
STAT proteiny jsou aktivovány tyrosinkinázami rodiny Janus (JAK) po stimulaci různými cytokiny. STAT6 je aktivován cytokiny (IL-4) a (IL-13) a s jejich receptory, které oba obsahují α podjednotku receptoru IL-4 (IL-4Ra). Stimulace interleukinu-4 stimuluje fosforylaci tyrosinu proteinu STAT6, která vede k tvorbě STAT6 homodimerů vážící specifické prvky DNA prostřednictvím domény vázající DNA.

## Funkce
Signální dráha STAT6 je klíčová pro rozvoj Th2 imunitní odpovědi a tvorbu Th2 buněk. Tyto buňky následně indukcí STAT6 exprimují geny pro cytokiny IL-4, IL-13 a IL-5, což prokázala i studie u myší s knockoutem v genu pro STAT6. Tyto myši vykazovali nižší expresi genů pro tyto cytokiny. STAT6 také indukuje expresi BCL2L1/BCL-X(L), která je klíčová pro anti-apoptopickou aktivitu IL-4. Studie s knockoutem v genu pro STAT6 ukazují roli tohoto genu v diferenciaci pomocných Th2 lymfocytů, v expresi buněčných povrchových markerů a izotopovému přesmyku imunoglobulinů.
Aktivace STAT6 signální dráhy je nezbytná pro funkci makrofágů a jejich polarizaci k M2 fenotypu. STAT6 reguluje i jiné transkripční faktory, např. Gata3, který je také nezbytný pro diferenciaci Th2 buněk. STAT6 je také důležitý pro produkci IL-9 T lymfocyty.
Tím, že STAT6 hraje důležitou roli v polarizaci imunitní odpovědi k Th2 typu, je zahrnut například při parazitárních infekcích nebo při astmatu. Cytokiny IL-4 a IL-13 produkované těmito Th2 buňkami také indukují produkci IgE typu protilátek, které mají zásadní roli při alergiích.

## Interakce
STAT6 interaguje s:
- CREB-vázající protein,[8][9]
- EP300,[8]
- IRF4,[10]
- NFKB1,[11]
- koaktivátor jaderného receptoru 1,[9][12]
- SND1.[13]